# Моанья
Моанья (гал. Moaña, ісп. Moaña) — муніципалітет в Іспанії, у складі автономної спільноти Галісія, у провінції Понтеведра. Населення — 19 014 осіб (2009).
Муніципалітет розташований на відстані близько 470 км на північний захід від Мадрида, 18 км на південний захід від Понтеведри.

## Демографія
Динаміка населення (INE ):

## Галерея зображень

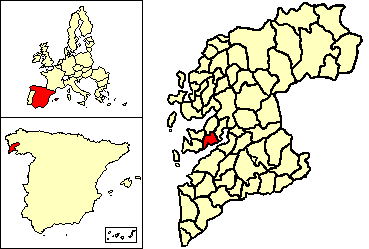
Розташування муніципалітету
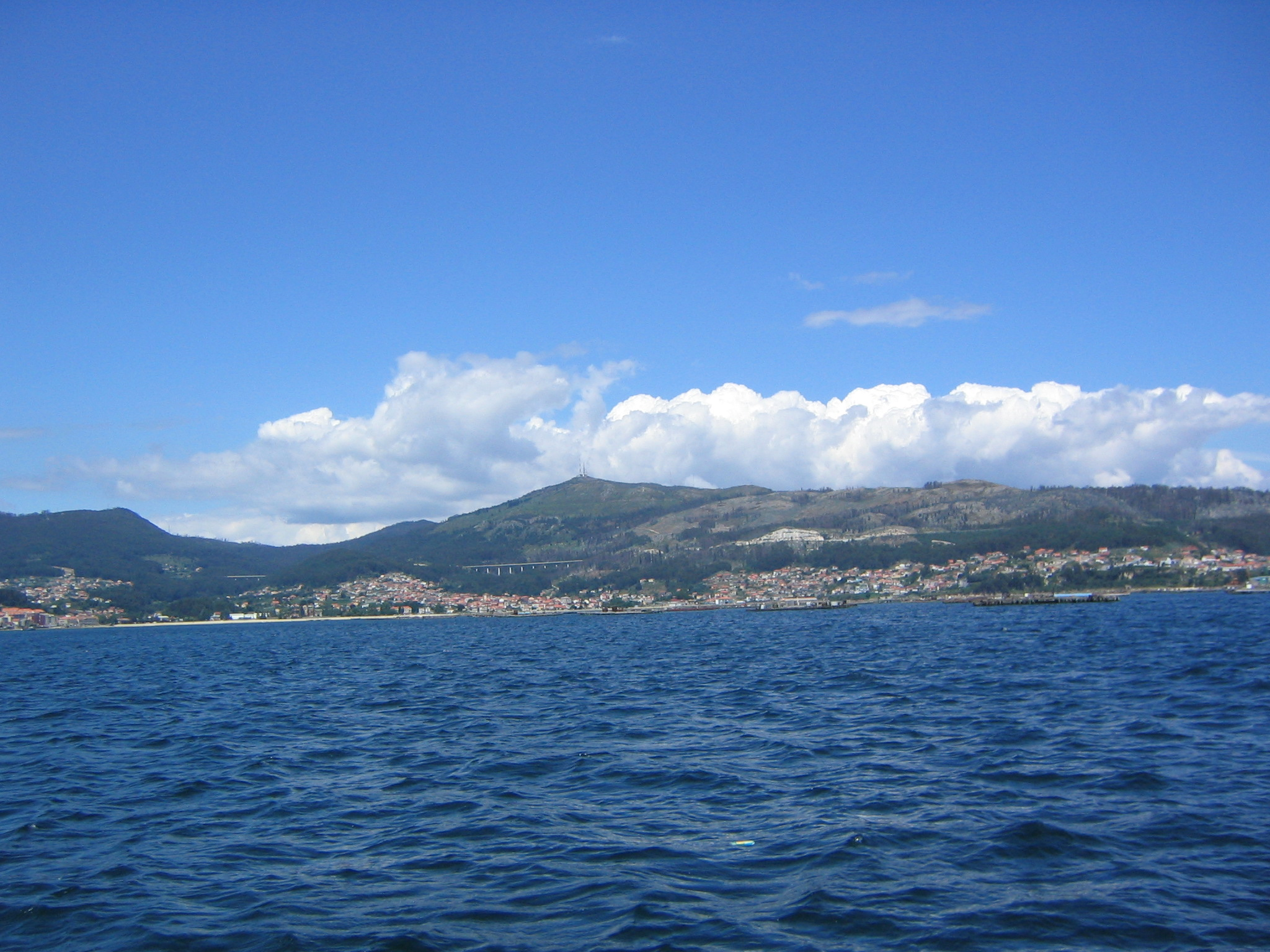
Панорама
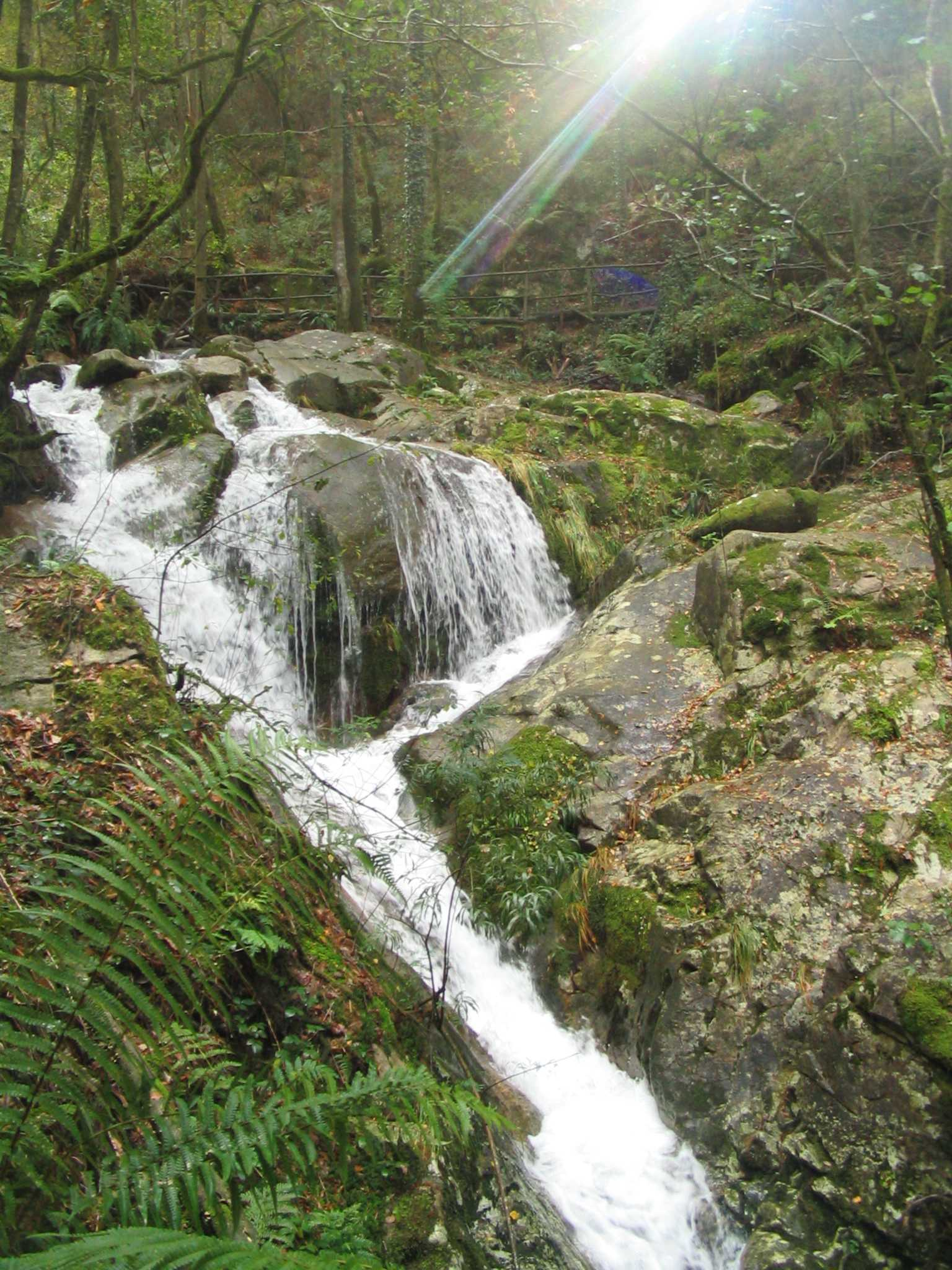
Ріка Фрага
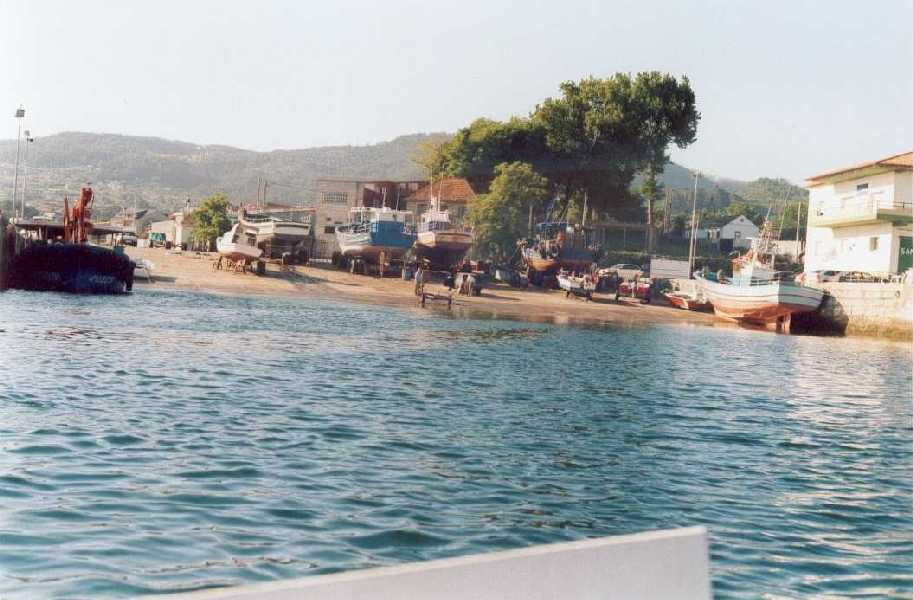
Порт Мейра
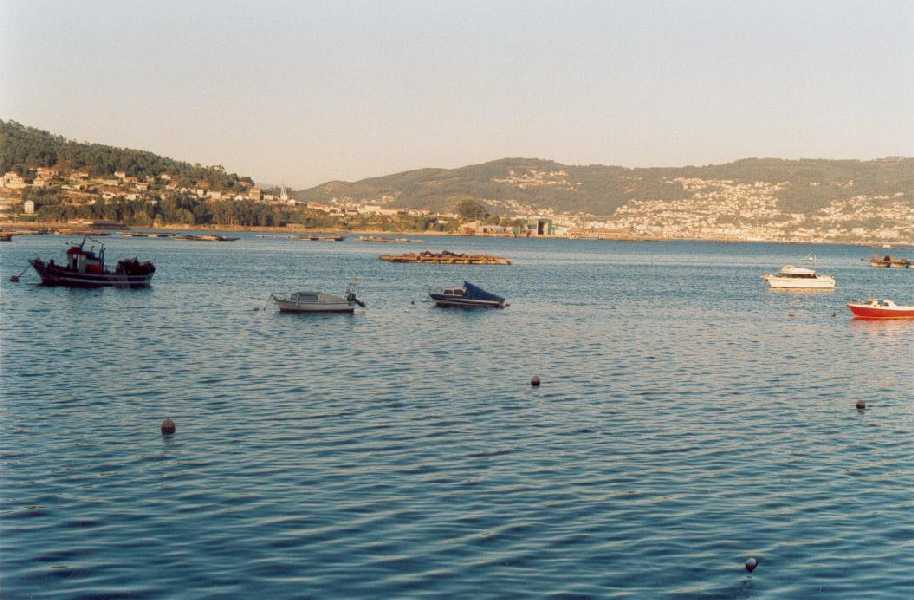
Панорама Мейри і Домайо